# 渋川義春
渋川 義春（しぶかわ よしはる）は、鎌倉時代中期の御家人。渋川氏2代当主。
渋川氏初代当主・渋川義顕の子として誕生。
その生涯は不明な点が多いが、『系図纂要』によると文永9年（1272年）3月に罪を得て佐渡国に配流されたが翌年には許されて陸奥国刈田郡並びに柴田郡を領したとされる。なお、この背景には二月騒動との関係を指摘する見方もある。